# 套兽

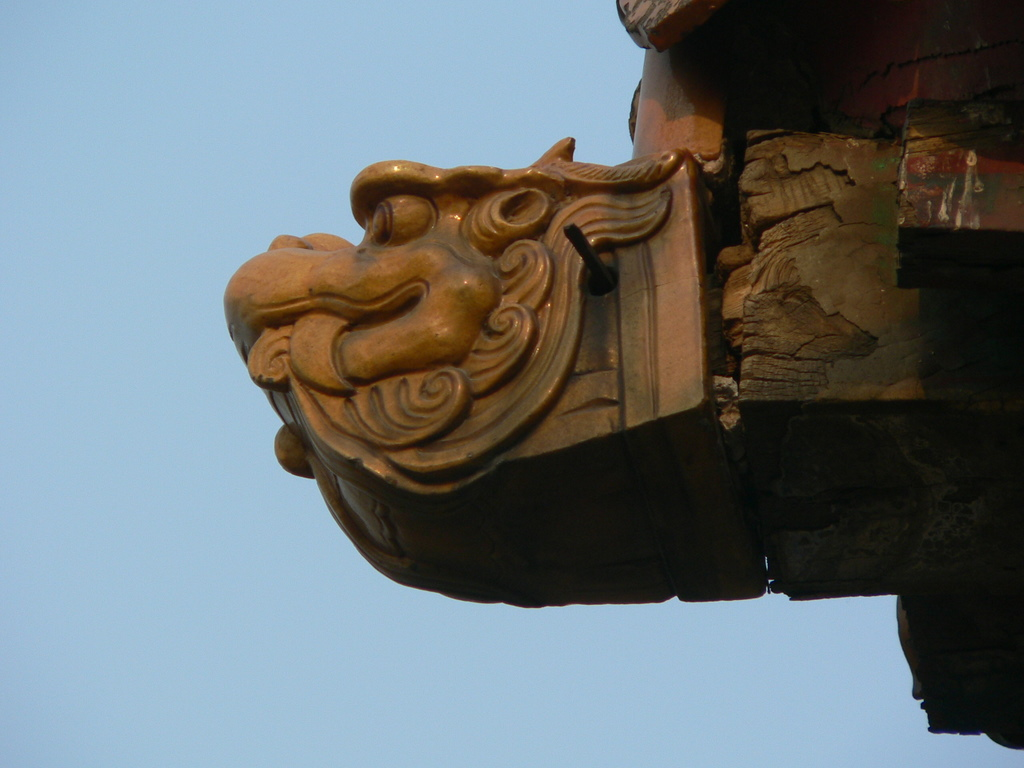
套兽,位于北京景山公园的亭子上

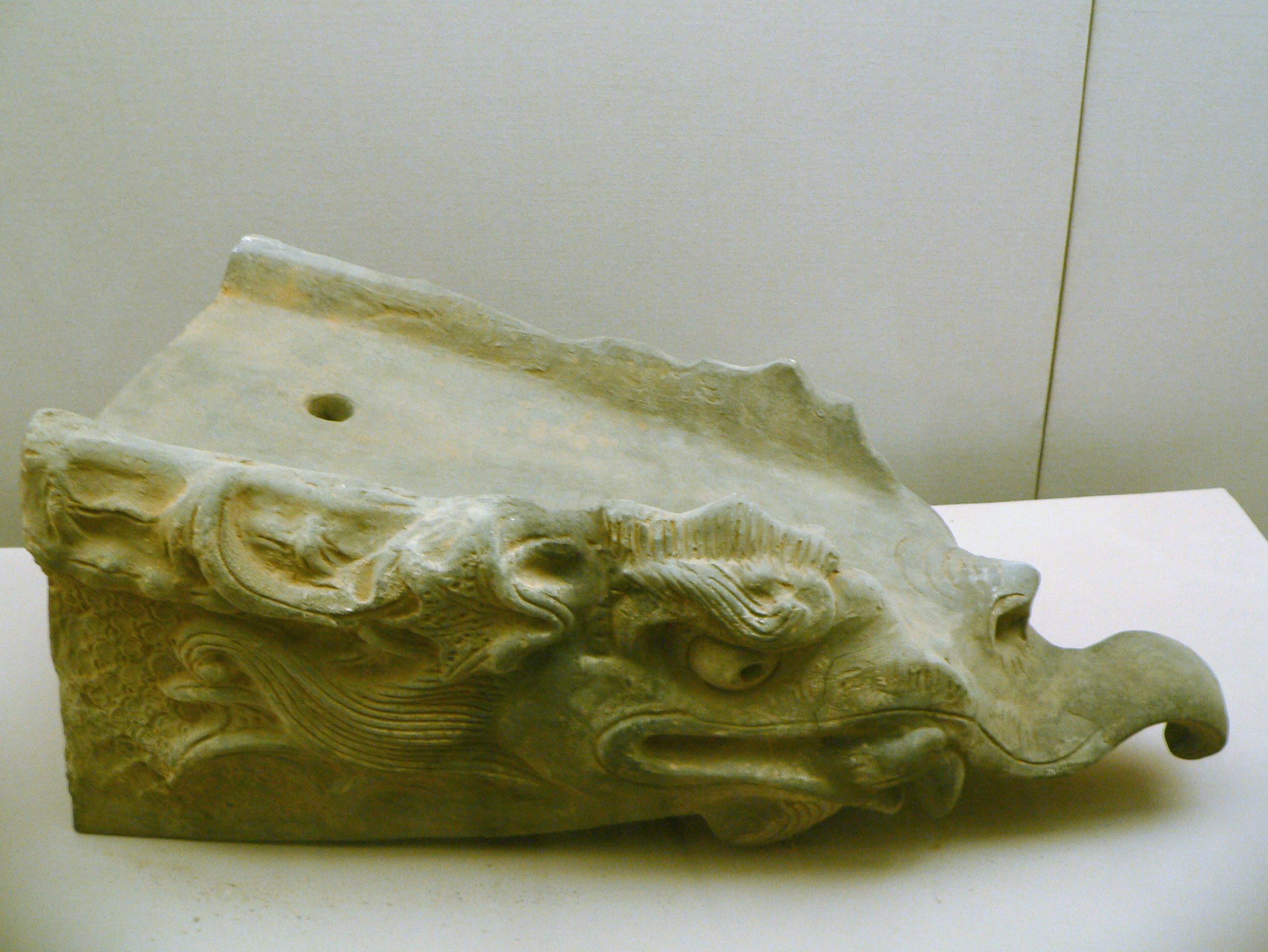
套兽，宋代，1991年洛阳市宋代衙署庭院遗址出土

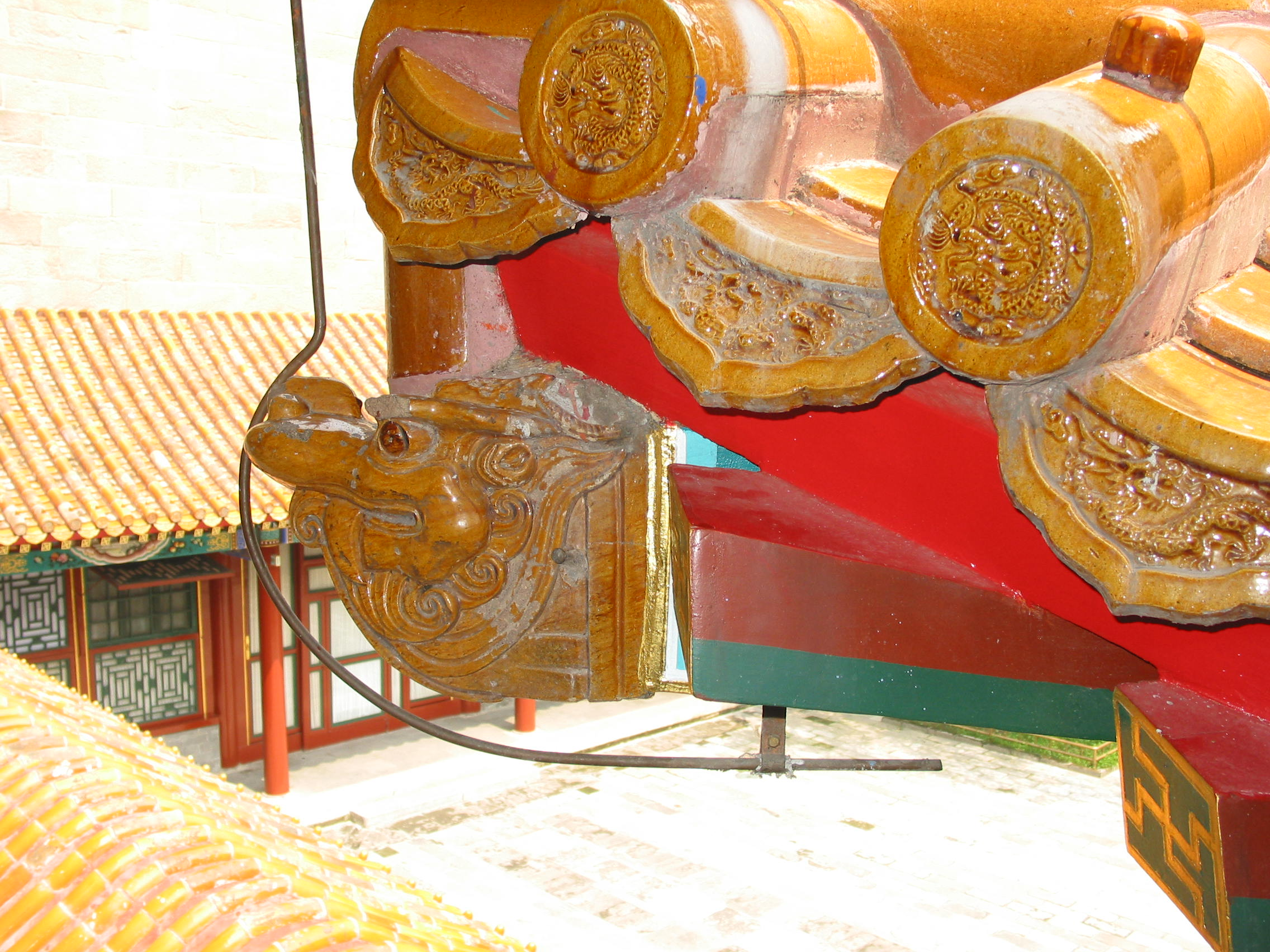
颐和园排云殿上的套兽

套兽是中国古代建筑的脊兽之一，安装于仔角梁的端头上，起作用是防止屋檐角遭到雨水侵蚀。
套兽一般由琉璃瓦制成，为狮子头或者龙头形状。